# Yagagi
Yagagi (auch: Yagadji, Yagaji, Ya Gaji) ist ein Dorf in der Landgemeinde Gangara in der Region Zinder in Niger.

## Geographie
Das von einem traditionellen Ortsvorsteher (chef traditionnel) geleitete Dorf liegt am rechten Ufer des Trockentals Goulbin Kaba. Es befindet sich rund 30 Kilometer südwestlich des Hauptorts Gangara der gleichnamigen Landgemeinde, die zum Departement Tanout in der Region Zinder gehört. Zu weiteren Siedlungen in der Umgebung von Yagagi zählen Dan Barko im Nordwesten, Olléléwa im Nordosten, Falenko und Guidan Guiwa im Südosten, Gararé im Südwesten und Dan Aï Saboua im Westen.
Yagagi ist Teil der Übergangszone zwischen Sahara und Sahel. Die durchschnittliche jährliche Niederschlagsmenge beträgt hier zwischen 200 und 300 mm.

## Geschichte

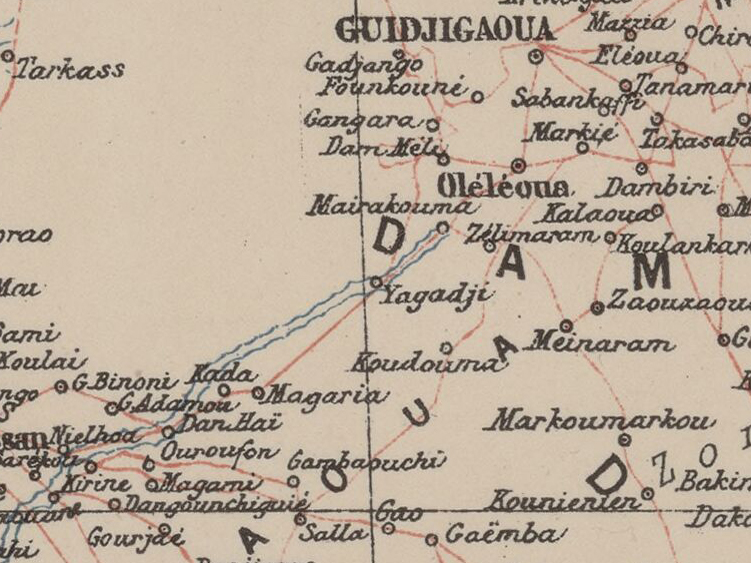
Ausschnitt einer Karte von 1903 mit Yagagi (Yagadji) im Zentrum

Die 175 Kilometer lange Piste zwischen den Orten Tanout und Tessaoua, die durch Yagagi führte, galt in den 1920er Jahren als einer der Hauptverkehrswege in der damaligen französischen Kolonie Niger. Sie war in der Trockenzeit mit Automobilen befahrbar. Rund um die Siedlungen Yagagi, Dan Biri und Olléléwa lebten früher in der Winterzeit transhumante Wodaabe-Gruppen. Als die Gegend in den 1950er Jahren immer mehr auch von Halbnomaden aus Sokoto, Madaoua und Dakoro genutzt wurde, verlagerten die Wodaabe ihre Überwinterung weiter in die Wüste im Norden.
Bei einem nach der Ernährungskrise von 2005 von der dänischen Sektion von CARE International von 2006 bis 2009 durchgeführten Projekt zur Vorbeugung und Bewältigung von Ernährungskrisen wurde in Yagagi wie in 50 weiteren Orten in Niger ein gemeinschaftliches Frühwarn- und Notfallsystem aufgebaut. Starke Niederschläge am 16. und 17. Juli 2022 verursachten in der Region Zinder schwere Überschwemmungen mit Todesopfern und Sachschäden. Davon war auch Yagagi betroffen, wo eine Niederschlagshöhe von 104 mm gemessen wurde. In Hamdara wurde ein Rekord von 252 mm innerhalb weniger Stunden verbucht.

## Bevölkerung
Bei der Volkszählung 2012 hatte Yagagi 3861 Einwohner, die in 620 Haushalten lebten. Bei der Volkszählung 2001 betrug die Einwohnerzahl 406 in 66 Haushalten und bei der Volkszählung 1988 belief sich die Einwohnerzahl auf 2504 in 412 Haushalten.
In der Siedlung leben Angehörige der Ethnie der Hausa. Es wird die Sprache Hausa gesprochen. Die Bevölkerungsdichte in diesem Gebiet ist mit 10 bis 20 Einwohnern je Quadratkilometer relativ gering.

## Wirtschaft und Infrastruktur
Die Bevölkerung bestreitet ihren Lebensunterhalt hauptsächlich durch Ackerbau. Die Siedlung liegt in einem Gebiet des Übergangs zwischen der Naturweidewirtschaft des Nordens und des Ackerbaus des Südens, was zu Landnutzungskonflikten führt. In Yagagi wird ein Wochenmarkt abgehalten. Der Markttag ist Donnerstag.
Mit einem Centre de Santé Intégré (CSI) ist ein Gesundheitszentrum vorhanden. Es besteht seit dem Jahr 1960. Beim Centre de Formation aux Métiers de Yagagi (CFM Yagagi) handelt es sich um ein Berufsausbildungszentrum. Die Niederschlagsmessstation in Yagagi wurde 1981 in Betrieb genommen. Der Staat unterhält eine kleine Solaranlage.
Die 151,3 Kilometer lange Nationalstraße 45 zwischen Tessaoua und Guézawa führt durch Yagagi.